# Canberra Women's Classic 2005
Il Canberra Women's Classic 2005 è stato un torneo di tennis giocato sul cemento. È stata la 5ª edizione del torneo di Canberra, che fa parte della categoria Tier V nell'ambito del WTA Tour 2005. Si è giocato al National Sports Club di Canberra in Australia, dal 10 al 16 gennaio 2005.

## Campionesse

### Singolare
Ana Ivanović ha battuto in finale  Melinda Czink con il punteggio di 7–5, 6–1

### Doppio
Tathiana Garbin /  Tina Križan hanno battuto in finale  Gabriela Navrátilová /  Michaela Paštiková con il punteggio di 7–5, 1–6, 6–4